# HD 102845
HD 102845，又名BD-15 3363，SAO 156926、HR 4539，是一颗恒星，视星等为6.13，位于銀經282.11，銀緯44.52，其B1900.0坐标为赤經11h 45m 14.2s，赤緯-15° 44.52′ 29″。